# Justo González Garrido
Justo González Garrido (Medina de Rioseco, 1878-Valladolid, 1957) fue un escritor, periodista y abogado español. 

## Datos biográficos
Justo González Garrido fue doctor en Derecho y autor de varias libros de geografía sobre territorios de Castilla, actual Castilla y León, y libros de viajes. Autor del ensayo político El castellanismo y la restauración del espíritu regional castellano (1915), obra significativa del castellanismo de la época de la Restauración, resultado de una conferencia en Ateneo de Valladolid el 9 de enero de 1915.  
Fundador del periódico La Crónica de Campos.

## Obras
- 1900 - Para desmentir la fama o El forastero obsequiado: revista cómico-lírico-local, en un acto y dos cuadros en prosa y verso, con Victoriano de Hoyos y Matías Carriedo
- 1906 - Del Ródano al Vesubio
- 1915 - El castellanismo y la restauración del espíritu castellano. Conferencia en el Ateneo de Valladolid el 9 de enero de 1915
- 1935 - Bajo el cielo de Oriente. Impresiones de viaje. Roma, Jerusalén, Damasco, El Cairo, Rodas, Atenas
- 1941 - Horizontes de Castilla. La Tierra de Campos, región natural. Estudio geográfico, ilustrado con cuatro mapas y 170 fotograbados de paisajes y monumentos del país (reedición en 1993 Tierra de Campos. Región Natural, Ámbito Ediciones, ISBN 978-84-86770-84-6)
- 1953 - El paisaje geográfico de Valladolid y las hazañas del Pisuerga
- 1955 - Los Montes Torozos, región natural